# Almamellék
Almamellék (Duits: Homeli) is een plaats (község) en gemeente in het Hongaarse comitaat Baranya. Almamellék telt 496 inwoners (2001). Het is een langgerekt groen streekdorp, 15 kilometer ten noorden van het historische stadje Szigetvár. Het dorp ligt in een bosrijk dal van het Mecsekgebergte. Het dorp is in de Middeleeuwen gesticht en in de loop der jaren is het door verschillende volkeren bewoond. Het dorp beschikt over enkele basisvoorzieningen, kleine winkeltjes.